# Krista Stadler
Krista Stadler (Viena, 15 de agosto de 1942) es una actriz austríaca de cine y televisión. Toda su carrera la ha realizado en su país natal. Se formó en la escuela de teatro Helmuth Krauss y recibió en 1964 su primera oportunidad en Atelier-Theater.

## Filmografía
- En Austria
- 1962: Das süße Leben des Grafen Bobby, Dirección: Géza von Cziffra
- 1967: Die Verwundbaren, Dirección: Leo Tichat
- 1968: Das Kriminalmuseum – Der Scheck, Dirección: Helmut Ashley
- 1974: Eine geschiedene Frau, Dirección: Claus Peter Witt
- 1978: Wallenstein, Dirección: Claus Peter Witt
- 1979: Lena Rais (cine), Dirección: Christian Rischert
- 1981: Nach Mitternacht (cine), Dirección: Wolf Gremm
- 1983: Ringstraßenpalais, Dirección: Rudolf Nussgruber
- 1984: Tatort – Der Mann mit den Rosen, Dirección: Kurt Junek
- 1985: Lieber Karl (cine), Dirección: Maria Knilli
- 1988: Tatort – Spuk aus der Eiszeit, Dirección: Stanislav Barabas
- 1989: Aschenputtel, Dirección: Karin Brandauer
- 1991: Die Strauß-Dynastie, Dirección: Marvin J. Chomsky
- 1994: Hecht und Haie, Dirección: Martin Gies
- 1996: Wolffs Revier – Damendoppel, Dirección: Michael Mackenroth
- 1996: Tödliche Wende, Dirección: Nico Hofmann
- 1997: Fröhlich geschieden, Dirección: Peter Sämann
- 1999: Kommissar Rex – Der Vollmondmörder, Dirección: Hans Werner
- 2002: Fräulein Else, Dirección: Pierre Boutron
- 2003: Soraya, Dirección: Lodovico Gasparini
- 2004: Mein Mörder, Dirección: Elisabeth Scharang
- 2004: Hitlerkantate, Dirección: Jutta Brückner
- 2005: Inga Lindström – Entscheidung am Fluss, Dirección: Oliver Dommenget
- 2007: Die Rosenkönigin
- 2008: Das Geheimnis des Königssees
- 2009: SOKO Wien – Reise in die Vergangenheit, Dirección: Christine Wiegand
- 2009: Der Fall des Lemming, Dirección: Nikolaus Leytner
- 2012: Mobbing, Dirección: Nicole Weegmann
- 2016: Der Urbino-Krimi: Die Tote im Palazzo
- 2016: Der Urbino-Krimi: Mord im Olivenhain

En América
- 2015: Krampus